# 춘천종합운동장
춘천종합운동장(春川綜合運動場, Chuncheon Stadium)은 대한민국 강원도 춘천시에 있었던 스포츠 시설이다. 천연잔디 필드와 우레탄 트랙이 갖춰진 경기장이며, 1979년에 준공되었다. 1985년과 1996년에 전국체육대회를 개최했었고, 현대 호랑이의 강원도 연고 시절에는 홈 경기가 개최되기도 했다.
2008년 12월에 철거되었으며, 이 자리에는 KBS춘천방송총국 및 롯데마트 춘천점, 롯데캐슬 아파트 등이 들어섰다. 이 경기장을 대체하기 위해 외곽지인 송암동에 춘천송암스포츠타운이 건설되었다.

## 역사
- 1980년 춘천공설운동장 완공
- 1985년 전국체전 개최
- 1996년 전국체전 개최
- 2008년 철거
- 2009년 6월 송암동에 대체 경기장인 춘천송암스포츠타운 완공

## 기록

### 1980년 대통령배 국제축구대회
| 날짜            | 팀 1          | 스코어 | 팀 2       | 라운드 |
| --------------- | ------------- | ------ | ---------- | ------ |
| 1980년 8월 25일 | 말레이시아 B  | 1 - 1  | 바레인     | 예선   |
| 1980년 8월 25일 | 대한민국 충무 | 1 - 1  | 태국       | 예선   |
| 1980년 8월 25일 | 대한민국 화랑 | 3 - 0  | 인도네시아 | 예선   |

## 참고 문헌
- 《전국 공공체육 시설 현황 (2007년말 기준)》. 대한민국 문화체육관광부. 2008.

## 같이 보기
- 춘천송암스포츠타운